# Сандро Шерер
Сандро Шерер је швајцарски професионални фудбалски судија. Он је пуноправни интернационалац ФИФА-е од 2015. године. У елитну групу УЕФА сидија је промовисан 2024. године.

## Судијска каријера
Шерер је 2005. године завршио квалификационе курсеве за фудбалског судију. Већ 2011. године, са 24 године, судио је утакмице у Челенџ лиги, по величини другој фудбалској дивизији у Швајцарској а 2013. године дебитовао је у швајцарској Супер лиги у мечу између ФК Лозана-Спорт и ФК Тун. Већ у 2020. години судио је на финалној утакмици Купа Швајцарске између ФК Базел и Јанг Бојс Берн.
Шерер је судија ФИФА од 2015. године. На међународној сцени дебитовао је на квалификационом турниру за Европско првенство у фудбалу до 17 година. Исте године је добио свој први међународни задатак за меч 1. кола квалификација за Лигу Европе између ИФ Елфсборга и ФК Лахти. Прва утакмица међу репрезентацијама била је утакмица између Италије и Сан Марина у мају 2017. године. Од тада редовно ради на утакмицама групне фазе Лиге Европе и квалификација за Лигу шампиона. У групној фази Лиге шампиона дебитовао је у октобру 2020. у мечу између Барселоне и Ференцвароша из Будимпеште. Сандро је постао први Швајцарац после Масима Бузакија који је судио на утакмицама у овој фази такмичења.
Шерер је именован за једног од 12 судија за групну фазу Европског првенства у фудбалу до 21 године 2021. На турниру у Мађарској и Словенији судио је на три утакмице, укључујући и полуфинале првенства, где је Немачка играла против Холандије.
У другој половини фудбалске сезоне 2021-22, Шерер је промовисан у категорију елитних судија УЕФА.
У оквиру различитих програма размене, швајцарски судија је водио утакмице и на утакмицама у аустријској Бундеслиги, француској Лиги 1, Катарској Звезданој лиги, као и у Купу Грчке.
У априлу 2024. изабран је за једног од главних судија међу 19 судијских тимова који ће судити на утакмицама Европског првенства у фудбалу које ће се одржати у јуну-јулу 2024. на фудбалским теренима Немачке.

### Европско првенство у фудбалу 2024.
| Фаза        | Датум         | Град         | Стадион         | Екипа 1   | Резултат  | Екипа 2     | Жути картон | Red card | Пенали |
| ----------- | ------------- | ------------ | --------------- | --------- | --------- | ----------- | ----------- | -------- | ------ |
| Групна фаза | 16. јун 2024. | Штутгарт     | МХП Арена,      | Словенија | 1:1 (0:1) | Данска      | 2 - 1       | 0 - 0    | 0 - 0  |
| Групна фаза | 26. јун 2024. | Гелзенкирхен | «Фелтинс арена» | Грузија   | 2:0 (1:0) | Португалија | 1 - 3       | 0 - 0    | - 0    |